# Praha-Veleslavín
Praha-Veleslavín egy csehországi vasútállomás, Prágában.

## Megközelítés helyi közlekedéssel
- Metró:  A
- Busz:  142
- Trolibusz:  59
- Villamos:  20, 26, 91
- Vonat:   R24   R45   S5   S54

## Vasútvonalak
Az állomást az alábbi vasútvonalak érintik:
- Prága–Rakovník-vasútvonal

## Szomszédos állomások
A vasútállomáshoz az alábbi állomások vannak a legközelebb:
- Praha-Dejvice
- Praha-Ruzyně